# العلاقات الدنماركية الجورجية
العلاقات الدنماركية الجورجية هي العلاقات الثنائية التي تجمع بين الدنمارك وجورجيا.

## مقارنة بين البلدين
هذه مقارنة عامة ومرجعية للدولتين:
| وجه المقارنة                                              | الدنمارك                                                     | جورجيا                          |
| --------------------------------------------------------- | ------------------------------------------------------------ | ------------------------------- |
| المساحة (كم2)                                             | 42.92 ألف                                                    | 69.70 ألف                       |
| عدد السكان (نسمة)                                         | 5.79 مليون                                                   | 3.72 مليون                      |
| الكثافة السكانية (ن./كم²)                                 | 134.9                                                        | 53.37                           |
| العاصمة                                                   | كوبنهاغن                                                     | تبليسي، كوتايسي                 |
| اللغة الرسمية                                             | اللغة الدنماركية                                             | اللغة الجورجية، اللغة الأبخازية |
| العملة                                                    | كرونة دنماركية                                               | لاري جورجي                      |
| الناتج المحلي الإجمالي (بليون دولار)                      | 324.87 مليار                                                 | 15.16 مليار                     |
| الناتج المحلي الإجمالي (تعادل القوة الشرائية) بليون دولار | 278.61 مليار                                                 | 35.68 مليار                     |
| الناتج المحلي الإجمالي الاسمي للفرد دولار أمريكي          | 51.99 ألف                                                    | 3.79 ألف                        |
| الناتج المحلي الإجمالي للفرد دولار أمريكي                 | 45.54 ألف                                                    |                                 |
| مؤشر التنمية البشرية                                      | 0.900                                                        | 0.754                           |
| رمز المكالمات الدولي                                      | +45                                                          | +995                            |
| رمز الإنترنت                                              | .dk                                                          | .ge، .გე ‏                       |
| المنطقة الزمنية                                           | توقيت وسط أوروبا، ت ع م+02:00، ت ع م+01:00، أوروبا/كوبنهاجن ‏ | ت ع م+04:00                     |

## منظمات دولية مشتركة
يشترك البلدان في عضوية مجموعة من المنظمات الدولية، منها:
| علم المنظمة | اسم المنظمة                             | تاريخ انضمام الدنمارك | تاريخ انضمام جورجيا |
| ----------- | --------------------------------------- | --------------------- | ------------------- |
|             | اتفاقية السماوات المفتوحة               | ?                     | ?                   |
|             | يونسكو                                  | 4 نوفمبر 1946         | 7 أكتوبر 1992       |
|             | الفريق المعني برصد الأرض                | ?                     | ?                   |
|             | مؤسسة التمويل الدولية                   | 20 يوليو 1956         | 29 يونيو 1995       |
|             | مجلس أوروبا                             | ?                     | 27 أبريل 1999       |
|             | مؤسسة التنمية الدولية                   | 30 نوفمبر 1960        | 31 أغسطس 1993       |
|             | منظمة التجارة العالمية                  | 1995                  | 14 يونيو 2000       |
|             | منظمة الأمن والتعاون في أوروبا          | 25 يونيو 1973         | 24 مارس 1992        |
|             | المنظمة الأوروبية لسلامة الملاحة الجوية | 1994                  | 2012                |
|             | الاتحاد البريدي العالمي                 | ?                     | ?                   |
|             | الاتحاد الدولي للاتصالات                | 1866                  | 7 يناير 1993        |
|             | الأمم المتحدة                           | 24 أكتوبر 1945        | 31 يوليو 1992       |
|             | البنك الدولي للإنشاء والتعمير           | 30 نوفمبر 1960        | 7 أغسطس 1992        |

## وصلات خارجية
- موقع وزارة الخارجية الدنماركية
- موقع وزارة الخارجية الجورجية